# Manuele Boaro
Manuele Boaro (* 12. März 1987 in Bassano del Grappa) ist ein ehemaliger italienischer Radrennfahrer. Er galt als guter Zeitfahrer.

## Karriere
In der Juniorenklasse wurde Boaro 2005 italienischer Zeitfahrmeister und gewann bei der Europameisterschaft die Bronzemedaille im Zeitfahren.
Im Erwachsenenbereich gewann Boaro 2007 mit dem Gran Premio della Liberazione seinen ersten internationalen Wettbewerb. Nachdem er in der Folge weitere Rennen des internationalen Kalenders gewonnen hatte, erhielt er ab der Saison 2011 einen Vertrag beim Team Saxo Bank. Für diese Mannschaft bestritt er mit dem Giro d’Italia 2012 seine erste Grand Tour, die er als 131. beendete. Im Jahr 2014 erzielte Boaro einem Etappensieg bei der Dänemark-Rundfahrt, einer Rundfahrt hors categorie, seinen wichtigsten Erfolg.
Nach zwei Jahren bei Bahrain-Merida, für die er eine Etappe der Kroatien-Rundfahrt 2018 gewann, wechselte Boaro zur Saison 2019 zum Astana Pro Team und wurde mit der italienischen Mixed-Staffel Dritter der Europameisterschaften 2019.
Nach Ablauf der Saison 2023 beendete Boaro seine Karriere als Aktiver. Seit 2024 ist er beim Team Ukyo in der sportlichen Leitung tätig.

## Erfolge
2005
- Italienischer Meister – Einzelzeitfahren (Junioren)
- Europameisterschaft – Einzelzeitfahren (Junioren)

2007
- Gran Premio della Liberazione
- eine Etappe Grand Prix Tell
- eine Etappe Giro di Toscana

2008
- Trofeo Zssdi

2009
- Memorial Davide Fardelli

2010
- Trofeo Città di Brescia

2014
- eine Etappe Post Danmark Rundt

2015
- eine Etappe Circuit Cycliste Sarthe

2016
- Italienische Meisterschaft – Einzelzeitfahren

2018
- eine Etappe Kroatien-Rundfahrt

2019
- Europameisterschaft – Mixed-Staffel
- Mannschaftszeitfahren Vuelta a España

## Grand-Tour-Platzierungen
| Grand Tour            | 2012 | 2013 | 2014 | 2015 | 2016 | 2017 | 2018 | 2019 | 2020 |
| --------------------- | ---- | ---- | ---- | ---- | ---- | ---- | ---- | ---- | ---- |
| Giro d’ItaliaGiro     | 131  | 99   | –    | 96   | 46   | 74   | 75   | 90   | DNF  |
| Tour de FranceTour    | –    | –    | –    | –    | –    | –    | –    | –    | –    |
| Vuelta a EspañaVuelta | –    | –    | –    | –    | 147  | 116  | –    | 128  | –    |